# ناثان ك. د. تايلور
ناثان ك. د. تايلور (بالإنجليزية: Nathan C. D. Taylor)‏ هو سياسي أمريكي، ولد في 1810 في مقاطعة بلكناب في الولايات المتحدة، وتوفي في 20 مارس 1887 في تايلور فولز في الولايات المتحدة.